# Kelly Joyce (album)
Kelly Joyce è un album della cantante  Kelly Joyce, pubblicato nel 2001.

## Tracce
1. Avec l'amour
2. Toits de Paris
3. You better run
4. Moonlight tango
5. Vivre la vie
6. Close to you
7. Cherchez la femme
8. Doudou mwin
9. Au loin de toi
10. Avec l'amour (ethnic version)
11. Monde noir
12. The tree
13. Cherchez la femme (french version)